# Suillia longipennis
Suillia longipennis är en tvåvingeart som först beskrevs av Friedrich Hermann Loew 1862.  Suillia longipennis ingår i släktet Suillia och familjen myllflugor. Inga underarter finns listade i Catalogue of Life.